# El Pla Llis
El Pla Llis és una masia de Folgueroles (Osona) inclosa a l'Inventari del Patrimoni Arquitectònic de Catalunya.

## Descripció
Es tracta d'una masia de planta quadrada coberta a dues vessants amb el carener paral·lel a la façana, la qual s'orienta a migdia. Consta de planta baixa i primer pis. A la part de tramuntana s'hi adossa un cobert el carener del qual és perpendicular a l'altre cos. La façana presenta un portal d'arc molt rebaixat i dues finestres a la planta, damunt el portal s'hi obre una galeria també d'arc rebaixat i una finestra a cada costat. A llevant hi ha un petit portal, diverses finestres i podem veure-hi runes d'una altra construcció. És assentada sobre un petit turonet de margues i està construïda amb margues sense picar unides amb morter de calç, arrebossat al damunt. Les obertures i els escaires són de totxo cuit.

## Història
Per les característiques constructives de la masia podem considerar-la del segle xx. Per dissort es troba abandonada, malgrat que la seva situació i les vies de comunicació li són favorables per a ésser habitada.